# Список загальноросійських прізвищ

## Списки

### Список Балановської
Група російських дослідників під керівництвом Олени Володимирівни Балановської опублікувала в журналі «Медична генетика» (2005, № 1) роботу під назвою «„Фамильные портреты“ пяти русских регионов».
Популярний виклад результатів роботи було опубліковно в декількох масових друкованих виданнях, з яких найбільш детальною була публікація в щотижневику «Коммерсантъ Власть» (№ 38 [641] від 26 вересня 2005), в якій містились численні неточності та викривлення фактів, проте сам список приведено коректно.
Критерієм для включення прізвища в список була наявність в російському регіоні не менше п'яти носіїв прізвища протягом трьох поколінь. Спочатку були складені списки по п'яти умовних регіонах — Північному, Центральному, Центрально-Західному, Центрально-Східному і Південному.
Всього досліджено біля 15 тис. російських прізвищ, більшість з яких зустрічались лише в одному регіоні і були відсутні в інших.
При порівнянні регіональних списків один з одним дослідники виділили 257 так званих «загальноросійських прізвищ». На завершальному етапі після додавання до списку Південного регіону даних по Краснодарському краю загальний список скоротився на 7 прізвищ.

#### 250 прізвищ зі списку Балановської
1. Смирнов
2. Іванов
3. Кузнєцов
4. Соколов
5. Попов
6. Лебедєв
7. Козлов
8. Новиков
9. Морозов
10. Петров
11. Волков
12. Соловйов
13. Васильєв
14. Зайцев
15. Павлов
16. Семенов
17. Голубєв
18. Виноградов
19. Богданов
20. Воробйов
21. Федоров
22. Михайлов
23. Бєляєв
24. Тарасов
25. Бєлов
26. Комаров
27. Орлов
28. Кисельов
29. Макаров
30. Андреєв
31. Ковальов
32. Ільїн
33. Гусєв
34. Титов
35. Кузьмін
36. Кудрявцев
37. Баранов
38. Куликов
39. Алексєєв
40. Степанов
41. Яковлєв
42. Сорокін
43. Сергєєв
44. Романов
45. Захаров
46. Борисов
47. Корольов
48. Герасимов
49. Пономарьов
50. Григор'єв
51. Лазарев
52. Медведєв
53. Єршов
54. Нікітін
55. Соболєв
56. Рябов
57. Поляков
58. Цвєтков
59. Данилов
60. Жуков
61. Фролов
62. Журавльов
63. Ніколаєв
64. Крилов
65. Максимов
66. Сидоров
67. Осипов
68. Бєлоусов
69. Федотов
70. Дорофєєв
71. Єгоров
72. Матвєєв
73. Бобров
74. Дмитрієв
75. Калінін
76. Анісімов
77. Петухов
78. Антонов
79. Тимофєєв
80. Нікіфоров
81. Веселов
82. Філіппов
83. Марков
84. Большаков
85. Суханов
86. Миронов
87. Ширяєв
88. Александров
89. Коновалов
90. Шестаков
91. Казаков
92. Єфимов
93. Денисов
94. Громов
95. Фомін
96. Давидов
97. Мельников
98. Щербаков
99. Блінов
100. Колесников
101. Карпов
102. Афанасьєв
103. Власов
104. Маслов
105. Ісаков
106. Тихонов
107. Аксьонов
108. Гаврилов
109. Родіонов
110. Котов
111. Горбунов
112. Кудряшов
113. Биков
114. Зуєв
115. Третьяков
116. Савельєв
117. Панов
118. Рибаков
119. Суворов
120. Абрамов
121. Воронов
122. Мухін
123. Архипов
124. Трофімов
125. Мартинов
126. Ємельянов
127. Горшков
128. Чернов
129. Овчинников
130. Селезньов
131. Панфілов
132. Копилов
133. Міхеєв
134. Галкін
135. Назаров
136. Лобанов
137. Лукін
138. Беляков
139. Потапов
140. Некрасов
141. Хохлов
142. Жданов
143. Наумов
144. Шилов
145. Воронцов
146. Єрмаков
147. Дроздов
148. Ігнатьєв
149. Савин
150. Логінов
151. Сафонов
152. Капустін
153. Кирилів
154. Моїсєєв
155. Єлісєєв
156. Кошелев
157. Костін
158. Горбачов
159. Орєхов
160. Єфремов
161. Ісаєв
162. Євдокимов
163. Калашников
164. Кабанов
165. Носков
166. Юдін
167. Кулагін
168. Лапін
169. Прохоров
170. Нестеров
171. Харитонов
172. Агафонов
173. Муравйов
174. Ларіонов
175. Федосєєв
176. Зімін
177. Пахомов
178. Шубін
179. Ігнатов
180. Філатов
181. Крюков
182. Рогов
183. Кулаков
184. Терентьєв
185. Молчанов
186. Владимиров
187. Артем'єв
188. Гур'єв
189. Зинов'єв
190. Гришин
191. Кононов
192. Дементьєв
193. Ситников
194. Симонов
195. Мішин
196. Фадєєв
197. Комісаров
198. Мамонтов
199. Носов
200. Гуляєв
201. Шаров
202. Устинов
203. Вишняков
204. Євсєєв
205. Лаврентьєв
206. Брагін
207. Константинов
208. Корнілов
209. Авдєєв
210. Зиков
211. Бірюков
212. Шарапов
213. Никонов
214. Щукін
215. Дьячков
216. Одинцов
217. Сазонов
218. Якушев
219. Красильников
220. Гордєєв
221. Самойлов
222. Князєв
223. Беспалов
224. Уваров
225. Шашков
226. Бобильов
227. Доронін
228. Бєлозьоров
229. Рожков
230. Самсонов
231. М'ясников
232. Лихачов
233. Буров
234. Сисоєв
235. Фомічов
236. Русаков
237. Стрєлков
238. Гущин
239. Тетерін
240. Колобов
241. Субботін
242. Фокін
243. Блохін
244. Селіверстов
245. Пестов
246. Кондратьєв
247. Силін
248. Меркушев
249. Литкін
250. Туров

### Список Журавльова
Ще один список найпопулярніших російських прізвищ (500 одиниць) було складено на початку XXI століття колективом співробітників відділу етимології і ономастики Інституту російської мови РАН під керівництвом Анатолія Федоровича Журавльова.

#### Перші 25 прізвищ зі списку Журавльова
1. Іванов
2. Смирнов
3. Кузнецов
4. Попов
5. Васильєв
6. Петров
7. Соколов
8. Михайлов
9. Новиков
10. Федоров
11. Морозов
12. Волков
13. Алексєєв
14. Лебедєв
15. Семенов
16. Єгоров
17. Павлов
18. Козлов
19. Степанов
20. Ніколаєв
21. Орлов
22. Андреєв
23. Макаров
24. Нікітін
25. Захаров